# Lasiargus hirsutus
Lasiargus hirsutus là một loài nhện trong họ Linyphiidae.
Loài này thuộc chi Lasiargus. Lasiargus hirsutus được miêu tả năm 1869 bởi Menge.